# Tephrosia cuernavacana
Tephrosia cuernavacana är en ärtväxtart som först beskrevs av Joseph Nelson Rose, och fick sitt nu gällande namn av James Francis Macbride. Tephrosia cuernavacana ingår i släktet Tephrosia och familjen ärtväxter. Inga underarter finns listade i Catalogue of Life.